# Passé composé
En grammaire et en conjugaison, le passé composé est, à l'indicatif, une forme verbale temporelle de passé, qui existe dans certaines langues avec des appellations équivalentes exactes du terme français ou diverses autres appellations correspondantes.
Les traits de cette forme, communs dans les langues qui la possèdent, sont : elle est formée à l'aide d'un verbe auxiliaire à l'indicatif présent et du verbe à sens lexical au participe ; elle implique l'aspect perfectif (accompli) ; initialement, elle avait la même valeur fondamentale, qui contrastait avec celles d'autres formes verbales de passé.
La valeur initiale du passé composé s'est conservée dans une mesure plus ou moins grande dans certaines langues modernes. C'est celle d'exprimer un procès achevé par rapport au moment de la parole, mais qui a des rapports avec le présent, des conséquences au moment de la parole, ce qui ressort du contexte de la phrase, du discours ou du contexte situationnel. Par exemple, en français, lorsqu'on dit Pierre a bien mangé, on sous-entend qu'au moment de la parole, le sujet se trouve dans l'état de quelqu'un qui a mangé.
Cette valeur initiale s'oppose dans certaines langues à celles d'autres formes de passé. Au plus-que-parfait, il s'oppose par le fait que celui-ci exprime un procès passé et terminé avant un autre procès passé. L'imparfait, en contraste avec le passé composé, indique l'aspect imperfectif (non accompli) du procès. Le passé simple diffère du passé composé par le caractère accompli du procès dans le passé, sans contact avec le présent en lui-même, ou par ses conséquences.

## Dans les langues romanes
Le latin n'avait pas de passé composé en tant que forme verbale temporelle définissable en tant que telle, mais les racines de cette forme des langues romanes modernes se trouvent en latin, s'étant développée surtout dans le latin vulgaire, probablement à la suite de l'affaiblissement de la valeur de perfectum presens du perfectum « parfait ». On trouve déjà chez Plaute les constructions illa omnia missa habeo « j'ai envoyé tout cela » et multa bona porta habemus « nous avons apporté beaucoup de bonnes choses », avec le verbe habere « avoir » comme auxiliaire et le participe passé passif du verbe à sens lexical. En latin classique aussi, on trouve des formes comme habeo caballum comparatum « j'ai acheté un cheval » ou In ea provincia pecunias magnas collocatas habent « Dans cette province-là, ils ont ramassé beaucoup d'argent ». Ces constructions avaient encore également un sens possessif prononcé, donc habeo caballum comparatum signifiait premièrement « j'ai un cheval acheté ».
La forme avec habere était réservée aux verbes transitifs directs, mais les intransitifs de voix moyenne ont développé eux aussi une forme analogue, avec le présent du verbe esse « être » et le participe passé passif du verbe à sens lexical, ex. mortuus est. Cette forme a également été appliquée par analogie à des verbes intransitifs actifs, ex. praeteritus est « il est passé ».
Le rapport avec le présent est donné par les auxiliaires, tandis que le sens de passé est donné par le participe. En latin vulgaire, le sens de passé s'est consolidé surtout après le IVe siècle et ces formes ont été héritées par les langues romanes, d'abord avec leur valeur initiale, ensuite adoptant d'autres valeurs aussi.
Le passé composé existe à toutes les voix. La voix passive diffère des voix active et réfléchie par le fait que le verbe auxiliaire est, dans toutes les langues romanes, être au passé composé associé au participe du verbe à sens lexical évolué du participe passé passif latin.

### En français
En français, on utilise deux verbes auxiliaires au passé composé, avoir et être. Avec le premier, on conjugue, à la voix active, tous les verbes transitifs directs et la plupart des verbes transitifs indirects et intransitifs, et avec le second tous les verbes employés avec les pronoms réfléchis (réfléchis proprement-dits, réciproques et réfléchis seulement quant à leur forme), ainsi que certains verbes intransitifs à la voix active, la plupart exprimant un déplacement. Le participe des verbes conjugués avec être s'accorde en genre et en nombre avec leur sujet. Exemples :
| Personne | Verbe actif avec avoir aimer | Verbe actif avec être tomber | Verbe pronominal se laver  |
| -------- | ---------------------------- | ---------------------------- | -------------------------- |
| 1re sg.  | j'ai aimé                    | je suis tombé(e)             | je me suis lavé(e)         |
| 2e sg.   | tu as aimé                   | tu es tombé(e)               | tu t'es lavé(e)            |
| 3e sg.   | il/elle/on a aimé            | il/elle/on est tombé(e)      | il/elle/on s'est lavé(e)   |
| 1re pl.  | nous avons aimé              | nous sommes tombé(e)s        | nous nous sommes lavé(e)s  |
| 2e pl.   | vous avez aimé               | vous êtes tombé(e)(s)        | vous vous êtes lavé(e)(s)  |
| 3e pl.   | ils/elles ont aimé           | ils/elles sont tombé(e)s     | ils/elles se sont lavé(e)s |

En français, le passé composé a presque complètement remplacé le passé simple, qui est limité à des narrations dans l'aspect écrit du registre de langue soutenu et, quant aux personnes, pratiquement à la troisième et à la première (encore moins fréquent). Par conséquent, le passé composé exprime :
- avec sa valeur initiale, l'antériorité d'un procès qui a des conséquences au présent : Ils ont acheté une grande maison : ils ont encore beaucoup de travaux à y faire;
- un procès passé sans rapport avec le présent :
  - lointain : Napoléon est né en Corse en 1769 ;
  - plus ou moins récent : Allô, Marie ! J'ai eu un accident de voiture hier, mais ce n'est pas grave.

### En italien
En italien aussi, on utilise au passé composé les deux verbes auxiliaires correspondants des français, avere « avoir » et essere « être ». Leur distribution est semblable à celle en français, mais les verbes actifs intransitifs conjugués avec essere sont plus nombreux qu'en français. Leur groupe comprend des verbes de déplacement mais d'autres aussi, par exemple le verbe essere lui-même. En italien également, le participe des verbes conjugués avec essere s'accorde en genre et en nombre avec leur sujet. Exemples :
| Personne | Verbe actif avec avere parlare « perler » | Verbe actif avec essere andare « aller » | Verbe pronominal svegliarsi « se réveiller » |
| -------- | ----------------------------------------- | ---------------------------------------- | -------------------------------------------- |
| 1re sg.  | ho parlato                                | sono andato/a                            | mi sono svegliato/a                          |
| 2e sg.   | hai parlato                               | sei andato/a                             | ti sei svegliato/a                           |
| 3e sg.   | ha parlato                                | è andato/a                               | si è svegliato/a                             |
| 1re pl.  | abbiamo parlato                           | siamo andati/e                           | ci siamo svegliati/e                         |
| 2e pl.   | avete parlato                             | siete andati/e                           | vi siete svegliati/e                         |
| 3e pl.   | hanno parlato                             | sono andati/e                            | si sono svegliati/e                          |

En italien aussi, le passé composé est beaucoup plus fréquent que le passé simple. Parfois il a un rapport avec le présent :
- avec sa valeur initiale, d'expression d'un procès passé ayant des effets au présent : Siamo venuti in Inghilterra vent’anni fa « Nous sommes venus en Angleterre il y vingt ans » ;
- exprimant un procès passé très récent : Ho appena preso un caffè « Je viens de prendre un café ».

Le procès exprimé par le passé simple n'a aucun rapport avec le présent. Il est fréquent dans la langue écrite, surtout dans la narration littéraire. Dans la langue parlée, il est utilisé dans certaines régions (Toscane, Italie centrale, Mezzogiorno), mais le passé composé le remplace en général, pour exprimer :
- un procès passé lointain : Napoleone è morto il 5 maggio 1821 « Napoléon est mort le 5 mai 1821 » ;
- un procès passé relativement récent : L’estate scorsa siamo andati in vacanza sul lago di Garda « L'été passé, nous sommes allés en vacances sur le lac de Garde ».

### En espagnol
Le passé composé espagnol se forme comme en français et en italien, sauf qu'il a un seul verbe auxiliaire, haber « avoir ». Exemple de conjugaison :
| cantar « chanter »                          | cantar « chanter »         | cantar « chanter » |
| ------------------------------------------- | -------------------------- | ------------------ |
| 1er sg. 2e sg. 3e sg. 1er pl. 2e pl. 3e pl. | he has ha hemos habéis han | cantado            |

Dans cette langue, le passé composé est utilisé à côté du passé simple dans la langue parlée aussi, mais avec une distribution différente en fonction des variétés régionales, y compris celles standard d'Espagne et d'Amérique latine. Dans cette dernière région, il est également utilisé pour un procès ayant un rapport avec le présent. Il exprime :
- Un procès passé qui continue éventuellement au moment de la parole et va continuer dans le futur: Ya he leído casi toda la novela « J'ai déjà lu presque tout le roman »[19] ;
- Un procès avec des conséquences au présent : Ha bebido demasiado « Il/Elle a trop bu » (sous-entendu, « Il/Elle est encore ivre »). En Amérique Latine, dans cette situation, on préfère le passé simple[20].
- Un procès accompli dans un laps de temps choisi par le locuteur comme le présent : He hablado con Carlos esta mañana « J'ai parlé avec Carlos ce matin » (Le laps de temps considéré comme le présent est la journée où l'on parle.) Là encore, en Amérique Latine, le passé simple est plus fréquent[20].

### En roumain
Comme l'espagnol, le roumain n'a que le verbe a avea « avoir » comme auxiliaire du passé composé. Un modèle de conjugaison est :
| a aduna « rassembler »                      | a aduna « rassembler » | a aduna « rassembler » |
| ------------------------------------------- | ---------------------- | ---------------------- |
| 1er sg. 2e sg. 3e sg. 1er pl. 2e pl. 3e pl. | am ai a am ați au      | adunat                 |

Dans cette langue, le passé composé peut avoir toute valeur de la sphère du passé:
- un procès passé récent : Abia a vizitat Muzeul Satului « Il/Elle vient de visiter le Musée du village »[22] ;
- un procès passé plus ou moins lointain : A vizitat Muzeul Satului « Il/Elle a visité le Musée du village »[22] ;
- un procès antérieur à un autre procès passé : Înainte de a pleca, le-a explicat de ce a venit « Avant de partir, il/elle leur a expliqué pourquoi il/elle était venu(e) »[21].

En roumain standard, le passé composé a presque totalement supplanté le passé simple, qui est pratiquement limité à la troisième personne, surtout du singulier, dans les narrations littéraires.

## En anglais
La forme verbale correspondant au passé composé des langues romanes est en anglais celle appelée present perfect (littéralement « parfait présent »). Il se forme de façon analogue au passé composé de l'espagnol ou du roumain, avec le verbe auxiliaire to have « avoir » à l'indicatif présent et le participe passé du verbe à sens lexical. Exemple :
| to open « ouvrir »                          | to open « ouvrir » | to open « ouvrir » |
| ------------------------------------------- | ------------------ | ------------------ |
| 1er sg. 2e sg. 3e sg. 1er pl. 2e pl. 3e pl. | have has have      | opened             |

En anglais, le present perfect s'emploie seulement avec la valeur initiale du passé composé des langues romanes, c'est-à-dire pour exprimer un procès passé qui a un rapport avec le présent. Il exprime :
- un procès passé qui a duré jusqu'au présent : The visitors have arrived « Les visiteurs sont arrivés » (sous-entendu, « Ils sont ici ») ;
- un procès d'aspect perfectif répété dans le passé : I've ridden lots of times « J'ai monté à cheval de nombreuses fois » (sous-entendu, « Je sais toujours monter à cheval ») ;
- un procès passé exprimant un état : I've always known about you and Diana « J'ai toujours été au courant sur toi et Diana » (sous-entendu, « Je suis toujours au courant »).

Le present perfect s'oppose nettement au simple past correspondant au passé simple, qui est aussi fréquemment utilisé. Ainsi, on peut les utiliser dans la même phrase usuelle, en fonction du souhait du locuteur d'exprimer que le procès a un rapport ou non avec le présent, par exemple :
The car has broken down (present perfect) « La voiture est tombée en panne » (sous-entendu possible, « Maintenant je ne peux plus me déplacer ») vs
The car broke down (simple past) « La voiture est tombée/tomba en panne » (sous-entendu possible, « ... mais on l'a réparée »).

## Dans les langues slaves
En proto-slave, langue non attestée, il existait une forme verbale correspondant au passé composé, appelée « parfait ». Sa plus ancienne attestation se trouve en vieux-slave. Il est formé du verbe auxiliaire быти byti « être » au présent et l'une des cinq formes de participe existantes, celui appelé participe passé actif 2, qui s'accorde en genre et en nombre avec le sujet. Le verbe peut être d'aspect perfectif ou imperfectif,. Dans cette langue il y avait aussi le nombre duel (noté ci-après d.). Exemple, le verbe хвалити xvaliti « louer, vanter » :
| 1re sg. | ѥсмь хвалилъ/ла/лo jesmĭ xvalilŭ/la/lo |
| 2e sg.  | ѥси хвалилъ/ла/лo jesi xvalilŭ/la/lo   |
| 3e sg.  | ѥстъ хвалилъ/ла/лo jestŭ xvalilŭ/la/lo |
| 1re pl. | ѥсмъ хвалили/лы/ла jesmŭ xvalili/ly/la |
| 2e pl.  | ѥсте хвалили/лы/ла jeste xvalili/ly/la |
| 3e pl.  | сѫтъ хвалили/лы/ла sǫtŭ xvalili/ly/la  |
| 1re d.  | ѥсвѣ хвалила/лѣ/лѣ jesvě xvalila/lě/lě |
| 2e d.   | ѥста хвалила/лѣ/лѣ jesta xvalila/lě/lě |
| 3e d.   | ѥсте хвалила/лѣ/лѣ jeste xvalila/lě/lě |

Le parfait s'est transmis aux langues slaves anciennes. Un exemple en vieux russe est далъ есмь dalŭ jesmĭ « j'ai donné », далъ еси dalŭ jesi « tu as donné », etc. La plupart des langues slaves modernes ont perdu les autres formes de passé, dont les valeurs ont été reprises par le parfait, à la suite du développement du système des aspects perfectif et imperfectif. Certaines langues slaves, comme le russe, ont perdu l'auxiliaire aussi, mais d'autres l'ont conservé, par exemple le tchèque, le slovaque, le slovène, etc..
Les langues BCMS ont conservé un emploi restreint de l'aoriste, de l'imparfait et du plus-que-parfait, ainsi que l'auxiliaire du parfait (omis seulement dans certaines situations), mais elles ont perdu le nombre duel. Au parfait, les verbes imperfectifs correspondent approximativement à l'imparfait des langues romanes, et les perfectifs – au passé simple et au passé composé. Exemple de conjugaison d'un verbe perfectif :
| pročitati « lire » | pročitati « lire »           | pročitati « lire »        |
| Personne           | Avec le sujet exprimé à part | Sans sujet exprimé à part |
| ------------------ | ---------------------------- | ------------------------- |
| 1re sg.            | ja sam pročitao/la           | pročitao/la sam           |
| 2e sg.             | ti si pročitao/la            | pročitao/la si            |
| 3e sg.             | on/ona/ono je pročitao/la/lo | pročitao/la/lo je         |
| 1re pl.            | mi smo pročitali/le          | pročitali/le smo          |
| 2e pl.             | vi ste pročitali/le          | pročitali/le ste          |
| 3e pl.             | oni su pročitali/le          | pročitali/le su           |

En proto-slave, les formes de l'auxiliaire sont toniques. En BCMS, elles sont écourtées et atones, mais il s'est conservé des formes toniques aussi, toutes avec la première syllabe je- du proto-slave (jesam, jesi, jeste, jesmo, jeste, jesu), utilisées pour mettre en relief le verbe au parfait. Exemple en phrase : Mi jesmo sve završili « Nous avons tout fini ».
Valeurs du parfait :
- Sa valeur initiale était d'exprimer un procès passé dont le résultat est actuel au moment de la parole, valeur conservé en BCMS, ex. Roditelji su se preselili[36] u Nikšić « Mes parents ont déménagé à Nikšić (sous-entendu, « Ils y habitent toujours »).
- Sans rapport avec le présent : Svi su izašli iz dvorane i čekali što će se dogoditi « Tous sont sortis de la salle et attendaient ce qui allait se passer »[37].
- À la place du plus-que-parfait : Radio je upravo onako kako su ga naučili « Il travaillait exactement comme on le lui avait appris »[38].